# Boucle de masse
 (novembre 2018).
Si vous disposez d'ouvrages ou d'articles de référence ou si vous connaissez des sites web de qualité traitant du thème abordé ici, merci de compléter l'article en donnant les références utiles à sa vérifiabilité et en les liant à la section « Notes et références ».
Dans un système électrique ou électronique, une boucle de masse est une surface comprise entre un conducteur actif et son plan de masse le plus proche. La boucle de masse joue le rôle d'une antenne qui capte les perturbations électromagnétiques en les injectant dans le signal utile.

## Description
Une boucle de masse est toujours néfaste, mais le terme même a provoqué dans le grand public une compréhension erronée induisant des solutions erronées[pourquoi ?]. En effet, réaliser une double connexion de masses via deux chemins différents ne constitue pas une boucle de masse, mais au contraire une boucle entre masses. La boucle entre masses, appelée également maillage, améliore l'équipotentialité des masses et est donc en général bénéfique, au contraire de la boucle de masse.

## Solution
Supprimer (ou plutôt réduire) une boucle de masse ne consiste en aucun cas à supprimer une connexion de masse, cela consiste à diminuer la surface de cette boucle de masse. Et donc :
- On peut coller le conducteur actif sur un plan de masse proche (par exemple le fond du boîtier métallique)
- On peut ajouter un blindage autour du conducteur, ce qui revient à rapprocher le plan de masse du conducteur.

Par contre il ne faut la plupart du temps pas supprimer une connexion existante, et surtout pas un conducteur de protection électrique